# Сан-Касл (Флорида)
Сан-Касл (англ. San Castle) — переписна місцевість (CDP) в США, в окрузі Палм-Біч штату Флорида. Населення — 3755 осіб (2020).

## Географія
Сан-Касл розташований за координатами 26°33′54″ пн. ш. 80°3′40″ зх. д. / 26.56500° пн. ш. 80.06111° зх. д. (26.565091, -80.061088).  За даними Бюро перепису населення США в 2010 році переписна місцевість мала площу 1,08 км², уся площа — суходіл.

## Демографія
Згідно з переписом 2010 року, у переписній місцевості мешкало 3428 осіб у 1101 домогосподарстві у складі 771 родини. Густота населення становила 3174 особи/км².  Було 1270 помешкань (1176/км²).
Расовий склад населення:
| - 48,2 % — білих - 38,7 % — чорних або афроамериканців - 0,9 % — корінних американців - 0,8 % — азіатів - 7,5 % — осіб інших рас |

До двох чи більше рас належало 4,0 %. Частка іспаномовних становила 33,1 % від усіх жителів.
За віковим діапазоном населення розподілялося таким чином: 27,1 % — особи молодші 18 років, 61,8 % — особи у віці 18—64 років, 11,1 % — особи у віці 65 років та старші. Медіана віку мешканця становила 34,1 року. На 100 осіб жіночої статі у переписній місцевості припадало 107,4 чоловіків;  на 100 жінок у віці від 18 років та старших — 105,2 чоловіків також старших 18 років.
Середній дохід на одне домашнє господарство  становив 53 549 доларів США (медіана — 49 107), а середній дохід на одну сім'ю — 53 182 долари (медіана — 47 875). Медіана доходів становила 26 276 доларів для чоловіків та 28 415 доларів для жінок. За межею бідності перебувало 10,9 % осіб, у тому числі 15,4 % дітей у віці до 18 років та 3,7 % осіб у віці 65 років та старших.
Цивільне працевлаштоване населення становило 2326 осіб. Основні галузі зайнятості: мистецтво, розваги та відпочинок — 21,8 %, роздрібна торгівля — 17,1 %, освіта, охорона здоров'я та соціальна допомога — 15,2 %.